# 幪面超人
《假面騎士》為1971年4月3日至1973年2月10日毎週六晚上7:30-8:00於朝日電視台（当时名称为NET電視台）播出，由東映製作的全98集特攝電視劇，為「假面騎士系列」的首部作品。

## 故事
『假面騎士一號』
　本鄉猛是個頭腦精明，運動全能的青年科學家。一日在練習機車的本鄉猛，忽然受到幾名神秘女騎士的圍捕，一陣濃霧襲來，四周出現蜘蛛絲把本鄉猛纏著，他動彈不得之後更昏倒了。
　當洪大龍醒過來時，發覺自己被綁在手術台上，眼前出現幾個看似手術人員的人，隱約聽到有關「修卡」（＝Shocker）與改造人的事，但洪大龍再次昏迷了。一個星期過去洪大龍的改造手術已快接近完成，接著最後的腦部改造，突然有儀器發生爆炸，眾人都逃出手術室。洪大龍知道這是逃走的機會，他一發力就輕輕的掙脫堅實的綑綁，正當他驚訝自己的怪力時，大門突然打開，出現洪大龍的恩師綠川博士。
　原來失蹤多時的綠川博士也是被修卡所捉，為修卡製造改造人，而剛才的爆炸正是綠川博士所為，綠川博士告訴了洪大龍有關修卡征服世界的野心，兩人便決定一起逃走。但路上卻受到蜘蛛怪人的追迫，洪大龍更跌下懸崖，正當蜘蛛怪人想加害綠川博士時，忽然遠方的懸崖上出現了绿色的人影，腰間擁有一條風車腰帶，頸上的絲巾在風中飄逸，他正是洪大龍變身的「假面騎士」一號。

『假面騎士二號』
　就在立花藤兵衛的新店開張，瀧和藤兵衛兩人卻處於困境，假面騎士忽然出現救走二人。
　當二人安全回到店舖時，一位神秘的男子出現，自稱為一文字隼人，是一位攝影師，並帶二人找修卡的基地。這時一文字隼人終於表露他的真正身分。他原本被修卡捉往改造，目的是對抗本鄉猛。幸好在腦手術前被本鄉猛救出，成為假面騎士二號。本鄉猛為了擊破邪惡的修卡勢力而離開日本，所以便由假面騎士二號取代一號負責守護日本。

『結局』
其後假面騎士二號遠渡南美洲與修卡周旋，並強化了身體，他知道南美洲的修卡去了日本，一文字隼人也趕回日本，跟本鄉猛一起合作對抗修卡。

## 登場人物／演員
- 本鄉猛 ／假面騎士1號：藤岡 弘（納谷六朗（第9～13集配音）、市川治（第66、67集配音））（香港配音：羅偉亮）
- 一文字隼人／假面騎士2號：佐佐木 剛 （香港配音：葉偉麟）
- 立花藤兵衛：小林 昭二 （香港配音：周永坤）
- 緑川弘博士：野々村潔
- 緑川ルリ子：真樹 千惠子
- 野原ひろみ：島田 陽子
- 史郎：本田じょう
- 瀧和也：千葉志郎
- 石倉五郎：三浦康晴
- 騎士女郎
- 少年假面騎士隊

## 敵對組織

### 修卡（SHOCKER）
全名為Sacred Hegemony Of Cycle Kindred Evolutional Realm，可翻譯作循環關係進化領域之神聖霸權
修卡是一個以世界征服為目的之國際秘密組織，把一些智慧及體力很高的人進行改造成為改造人間，多數稱為怪人。組織紋章是一隻大鷹抓住地球。

修卡的首領是一個不知名的人物，與各國支部通訊是依靠基地中組織紋章，通訊時鷹中心的寶石會閃爍。首領是一個秘密人物，但亦同德國的納粹黨有密切的關係，被認為由納粹黨的餘黨組織而成。在第七集，首領與一個納粹黨的博士（像是老朋友）追尋希特勒（故事中以“那個政治強人”影射之）的寶藏。
修卡的怪人，基本上是以生物及人類融合而成，例如蜘蛛男就是由蜘蛛與人類合成的。亦曾出現過古代生物三葉蟲、雪人等，亦曾是無機物。每集由一至兩隻怪人為主，基地會有相關的圖案，例如仙人掌怪人，基地就會有仙人掌圖案。
怪人是經過腦改造，變成忠於修卡黨，其中有少數怪人亦想起以前的記憶。
最初，修卡的日本支部是由首領向怪人直接下命令，下屬有戰鬥員進行作戰任務，但由於假面騎士的出現使作戰進度在各國支部中最慢，最初首領也從外國支部請出有實績的怪人（例如墨西哥支部的仙人掌怪人）到日本，但仍然失敗，最後首領請出中近東支部的佐魯大佐（前納粹黨黨員）出任日本支部指揮官。從此以後，首領調派大幹部掌握日本支部的作戰。
　佐魯大佐（原形－狼男）敗給一文字戰死後，首領調派瑞士支部的死神博士到日本，後來被調派到南美支部，由東南亞支部的地獄大使接替。
　幹部這一構想在以後的假面騎士系列被採用。

### 蓋爾修卡
由於修卡怪人接連被假面騎士打敗，於是修卡首領與非洲剛果河上遊的恐怖組織蓋爾達姆團（ゲルダム団）合併，結成蓋爾修卡（ゲルショッカー）。由前俄羅斯帝國將軍黑將軍為大幹部指揮。
　怪人是由兩程類的生物結合而成，例如最初的怪人就有蟹與蝙蝠的能力。
最後首領的真身不明，在最終回的決戰在無數毒蛇的頭部下的獨眼怪人，並沒有直接對決而自爆，在假面騎士V3，首領結果組成迪斯特龍，在假面騎士強人中，岩石巨人體內的獨眼宇宙生物自稱成歷代邪惡組織背後的首領。

### 大幹部
狼男怪人：宮口二郎
第26話登場，由修卡於中近東支部派至日本的大幹部。前身為納粹德國的士官，納粹黨黨員、經常指責戰鬥員服裝不整齊的軍人性格。自己組常進行變裝搞亂敵方。利用洗腦的小孩進行作戰。擅長於謀略作戰、亦不時進行大規模破壞作戦。為使人類人狼化使用病毒的狼作戰失敗而使中堅幹部全滅，以正體狼男怪人的身份與假面騎士2號決戰，結果中了假面騎士拳而敗北爆死。
死神博士：天本英世
第40話登場，由修卡瑞士支部到日本上任，前身為在納粹德國研究器官移植的科學家。在歐洲各地的餘下的指揮官中製造怪人被推舉;其本體則為烏賊怪人。
響尾蛇怪人：潮健児
地獄大使化身為響尾蛇怪人，於第79話戰死於新1 號的骑士踢之下。
變色龍怪人：丹羽又三郎
黑將軍的本體為吸血蛭變色龍怪人
修卡與蓋爾修卡的大幹部，在之後的「假面騎士V3」的第27、28話中做為特別來賓而復活。

### 戰鬥員

#### 修卡時代
在最初期有分為領導階層的“赤戰鬥員”與最下等的“黑戰鬥員”，之後強化型戰鬥員上場後，赤戰鬥員就沒再出場過了。在第一話與第三話也出現了帶面具穿網襪的女戰鬥員。由於女戰鬥員都是設定為誘拐以及內部業務（爆）為主要任務，所以幾乎沒有出現戰鬥場面。嚇克被擊毀之後，殘存的戰鬥員被ゲルショッカー虐殺殆盡。

#### 蓋爾修卡時代
与修卡戰鬥員不同，他們穿著藍、紅、黃等鮮豔顏色的制服。戰力比修卡戰鬥員更高一級了，甚至有書上記載「有與初期修卡怪人匹敵的能力」。直接接受怪人指揮，沒有領導及戰鬥員的存在。為預防叛變所以開發了一種名為「蓋爾巴（ゲルパー薬）」的藥劑，若是超過三小時沒有飲用，戰鬥員會從身體中冒出火焰而被燒死。

## 動作演員
- 舊1號：藤弘、田勝、中屋敷鉄也、甘利健二 等
- 舊2號：中村文弥、岡田勝、飯塚実、佐佐木剛（第14、15、25集的一部份）、中屋敷鉄也（第46集）
- 新1號：大杉雄太郎（第66～96集）、中屋敷鉄也（第53～65、97、98集） 等
- 新2號：千代田恵介（第72、73集）、岡田勝（第72集部份場景）、大杉雄太郎（第93、94集）、中屋敷鉄也（第93、94集）、河原崎洋夫（第98集）
- 怪人：田勝、佐野房信、中村文弥、岩本良子（蜂女）、大杉雄太郎、甘利健二、石丸強志、瀬島達佳、大久保利雅、新堀和男、滑川広志 等

## 製作人員
- 原作：石森章太郎
- 製作人：平山亨‧阿部征司
- 音樂：菊池俊輔
- 編劇：伊上勝‧市川森一‧島田真之‧滝沢真理‧山崎久‧長石多可男‧塚田正煕‧鈴木生朗‧大野武雄‧長谷川公之‧石森史郎‧平山公夫‧山田稔‧桶谷五郎‧丸山文櫻
- 導演：石森章太郎‧竹本弘一‧折田至‧北村秀敏‧山田稔‧内田一作‧田口勝彦‧塚田正煕‧奥中惇夫

## 主題歌
本片的主題歌相當暢銷。特別是藤浩一（即後來的子門真人）版的「レッツゴー!! ライダーキック」大受好評，90萬張的銷量為1972年日本哥倫比亞公司單曲銷售第3名（榜首為ぴんからトリオ的「女のみち」400萬張、第2名為千秋直美的「喝采」130萬張＝數據均為官方宣稱），可說是當時日本電視劇主題歌單曲的最大暢銷曲。對於當時經營狀況陷入惡化的日本哥倫比亞公司來說、這3張暢銷單曲無疑成了救命仙丹，讓公司營運起得以起死回生。

### 片頭曲
- 初代：「レッツゴー!!ライダーキック」（第1～13話）

作詞：石森章太郎　作曲・編曲：菊池俊輔　歌：藤岡弘、メール・ハーモニー
- 2代目：「レッツゴー!!ライダーキック」 （第14～88話）

作詞：石森章太郎　作曲・編曲：菊池俊輔　歌：藤浩一、メール・ハーモニー
- 3代目：「ライダーアクション」（第89～98話）

作詞：石森章太郎　作曲・編曲：菊池俊輔　歌：子門真人

### 片尾曲
- 初代：「仮面ライダーのうた」（第1～71話）

作詞：八手三郎　作曲・編曲：菊池俊輔　歌：藤浩一、メール・ハーモニー
- 2代目：「ライダーアクション」（第71～88話）

作詞：石森章太郎　作曲・編曲：菊池俊輔　歌：子門真人
- 3代目：「ロンリー仮面ライダー」（第89～98話）

作詞：田中守（平山亨）　作曲・編曲：菊池俊輔　歌：子門真人

## 電影版

### 日本
- 假面騎士　（1971年7月18日上映）
- 假面騎士對修卡　（1972年3月18日上映）
- 假面騎士對地獄大使　（1972年7月16日上映）

### 台灣
在1971年（民國60年）間，由於中華民國與日斷交，政府對於日本電影禁止輸入，於是便向日本借道具拍製（但合作途徑不明），並由台灣演員演出替換版本，共計三部，為假面騎士相關影片最早在台出現的作品。但據稱這三部電影的拍攝實際上並未獲得東映高層同意，至今東映的官方資料，仍未將此三部電影列入正規作品中。但三部電影中直接與本作（1號、2號騎士）相關的，僅有《閃電騎士大戰地獄軍團》。

## 關連項目
- 假面騎士系列

1971-1972	假面騎士	
仮面ライダー	MASKED RIDER	
1971年（昭和46）4月3日-1973年（昭和48）2月10日，全98話。	
放送日	
1971年
4月3日	1	怪奇蜘蛛男	
（蜘蛛男）（声 - 槐柳二）
4月10日	2	恐怖蝙蝠男	
人間蝙蝠（蝙蝠男）（人間体 - 佐野房信 / 声 - 峰恵研）
4月17日	3	怪人さそり男	（蝎男）
（さそり人間）（人間体 - 渚健二 / 声 - 池水通洋）
4月24日	4	人喰いサラセニアン（食人瓶草怪）
サラセニア人間（声 - 梶哲也）
5月1日	5	怪人かまきり男（蟷螂男）
かまきり男（声 - 辻村真人）
5月8日	6	死神カメレオン（變色龍）
カメレオン男（声 - 沢りつお）
5月15日	7	死神カメレオン 決斗! 
5月22日	8	怪異! 蜂女	
（蜂女）（演 - 岩本良子 / 声 - 沼波輝枝）
5月29日	9	恐怖コブラ男	（蛇男）
コブラ男（声 - 水島晋）
6月5日	10	よみがえるコブラ男	
（改造コブラ男）

## 外部連結
- （中文）东映京都电影城 （页面存档备份，存于）
- （中文）假面騎士女主角大全